# Anaphothrips cameroni
Anaphothrips cameroni är en insektsart som först beskrevs av Bagnall 1919.  Anaphothrips cameroni ingår i släktet Anaphothrips och familjen smaltripsar. Inga underarter finns listade i Catalogue of Life.